# Cosmophorus klugii
Cosmophorus klugii is een vliesvleugelig insect uit de familie van de schildwespen (Braconidae). De wetenschappelijke naam van de soort werd in 1848 gepubliceerd door Julius Theodor Christian Ratzeburg. De soort werd vernoemd naar de Duitse entomoloog Johann Christoph Friedrich Klug.